# 미들섹스 연대
미들섹스 연대 (케임브리지 공작 소유)는 1881년부터 1966년까지 존재했던 영국 육군의 전열보병 연대였다. 이 연대는 1881년 차일더스 개혁의 일환으로 케임브리지 공작 소유 (미들섹스 연대)라는 이름으로 창설되었고, 제57 (서미들섹스) 및 제77 (동미들섹스) 보병 연대가 카운티의 민병대 및 소총 의용군 부대와 통합되면서 창설되었다.
1966년 12월 31일 미들섹스 연대는 홈 카운티스 여단의 다른 연대들인 퀸즈 로얄 서리 연대, 퀸즈 오운 버프스, 로얄 켄트 연대, 로얄 서섹스 연대와 통합되어 퀸즈 연대를 창설했다. 후자는 1992년 9월 9일 왕립 햄프셔 연대와 합쳐져 웨일스 공주 왕립 연대 (퀸즈와 로얄 햄프셔)를 창설했다.
미들섹스 연대는 오랜 전통을 가진 주요 홈 카운티스 기반 연대 중 하나였다. 이들은 나중에 미들섹스 연대 제1대대가 된 제57보병연대 (웨스트 미들섹스)로부터 "다이하드"라는 별명을 물려받았다. 제57연대는 반도 전쟁 중이던 1811년 5월 16일 알부에라 전투에서 지휘관인 잉글리스 대령의 말이 총에 맞아 쓰러졌다. 심각한 부상을 입고 프랑스군에게 수적으로 열세인 상황에서 그는 부대원들에게 "죽을 힘을 다해 싸워라, 제57연대! 죽을 힘을 다해 싸워라!"라고 외친 데서 이 이름이 유래했다. "알부에라"는 미들섹스 연대의 연대기에 새겨진 주요 전투 영광이었다.

## 역사

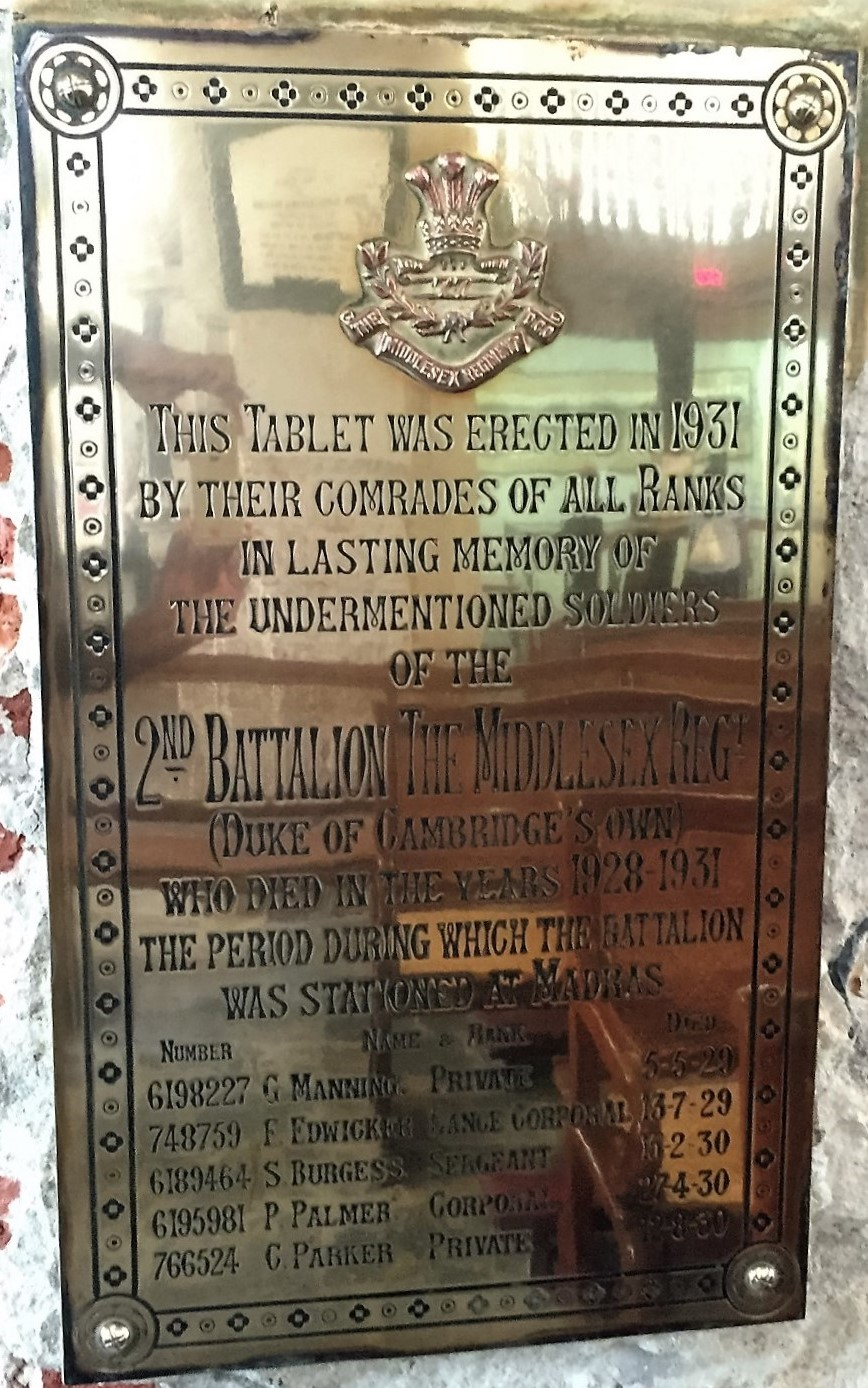
미들섹스 연대 기념관, 마드라스 성 마리아 교회

### 창설
이 연대는 1881년 7월 1일에 2개의 정규 대대, 2개의 민병대 대대, 4개의 의용군 대대로 창설되었다.
- 제1대대, 이전 제57 (웨스트 미들섹스) 보병 연대 (1755년 창설)
- 제2대대, 이전 제77 (이스트 미들섹스) 보병 연대 (케임브리지 공작 소유) (1787년 창설)
- 제3대대, 이전 로얄 엘쏜 라이트 보병 민병대
- 제4대대, 이전 로얄 이스트 미들섹스 민병대
- 제1의용대대, 이전 제3 미들섹스 의용 소총군
- 제2의용대대, 이전 제8 미들섹스 (사우스 웨스트 미들섹스) 의용 소총군
- 제3의용대대, 이전 제11 (철도) 미들섹스 의용 소총군 – 1890년 왕립 퓨질리어 연대로 이전
- 제4의용대대 (1890년부터 제3의용대대), 이전 제17 미들섹스 (노스 미들섹스) 의용 소총군

1900년에는 새로운 3대대와 4대대가 창설되면서 정규 대대 수가 두 배로 늘어났고, 민병대 대대는 5대대와 6대대로 번호가 다시 매겨졌다. 1908년 민병대에서 특별 예비군이 창설되고 의용군에서 영토군 (TF)이 창설되면서 제1, 2의용대대는 제7, 8 (TF)대대가 되었고, 제3 (이전 제4) 의용대대는 런던 연대로 이전하여 제19대대 (세인트 판크라스)가 되었다. 제4의용대대, 국왕 소총병대 (이전 제5 (웨스트 미들섹스) 의용 소총병대)는 미들섹스 연대에 합류하여 제9대대가 되었다. 제10대대는 해체된 제2 (사우스 미들섹스) 의용 소총병대의 장교와 병사 300명의 핵심으로 창설되었다. 연대는 이제 두 개의 특별 예비군 대대와 네 개의 영토군 대대를 갖게 되었다. 네 개의 TF 대대는 미들섹스 여단을 구성하여 홈 카운티스 사단에 편입되었다.

### 케임브리지 공작 소유
1881년 창설 당시 연대의 공식 명칭은 케임브리지 공작 소유 (미들섹스 연대)였다. 연대는 1876년에 제77보병연대에 수여된 "케임브리지 공작 소유"라는 명칭을 물려받았다. 연대는 또한 케임브리지 공작의 왕관과 문장을 연대기와 배지에 새기는 것을 허가받았다. 연대는 이전에 1810년 인도에서 20년간 복무한 공로로 웨일스 공의 깃털 문양과 표어를 수여받았다.
1921년에는 다른 많은 연대들과 마찬가지로 연대 명칭이 사실상 뒤바뀌어 미들섹스 연대 (케임브리지 공작 소유)가 되었다. 공작은 1898년부터 1904년 사망할 때까지 연대의 대령-총사령관이었다. 연대의 행진곡은 '맨리 파워 경'과 '패디스 리소스' (빠른 곡), '칼레도니안'과 '오래된 골족의 의상' (느린 곡)이었다.
연대는 1905년에 하운즐로 막사에서 새로 건설된 잉글리스 막사로 이전했다.

### 초기 복무
1대대와 2대대 모두 19세기 후반에 인도에서 근무했다. 1899년 제2차 보어 전쟁이 발발하자, 2대대는 1899년 12월 남아프리카 공화국으로 파병되어 1900년 6월 알레만스 넥 공략전에 참여했다.
제5대대와 제6대대 (민병대) 역시 제2차 보어 전쟁 동안 현역으로 소집되었다. 제5대대 (이전 로열 엘쏜 경보병) 소속 760명이 전쟁이 끝난 후 1902년 9월 SS 아사이호를 타고 귀국한 것으로 보고되었다. 제6대대 (이전 로열 이스트 미들섹스 민병대)는 1899년 12월 (당시에는 제4대대였다)에 소집되었고, 530명의 장교와 병력이 1900년 2월에 남아프리카 공화국으로 파견되었다.

### 제1차 세계 대전

#### 정규군
제1대대는 1914년 8월 르아브르에 보급로 병력으로 상륙하여 서부 전선에서 복무했다.

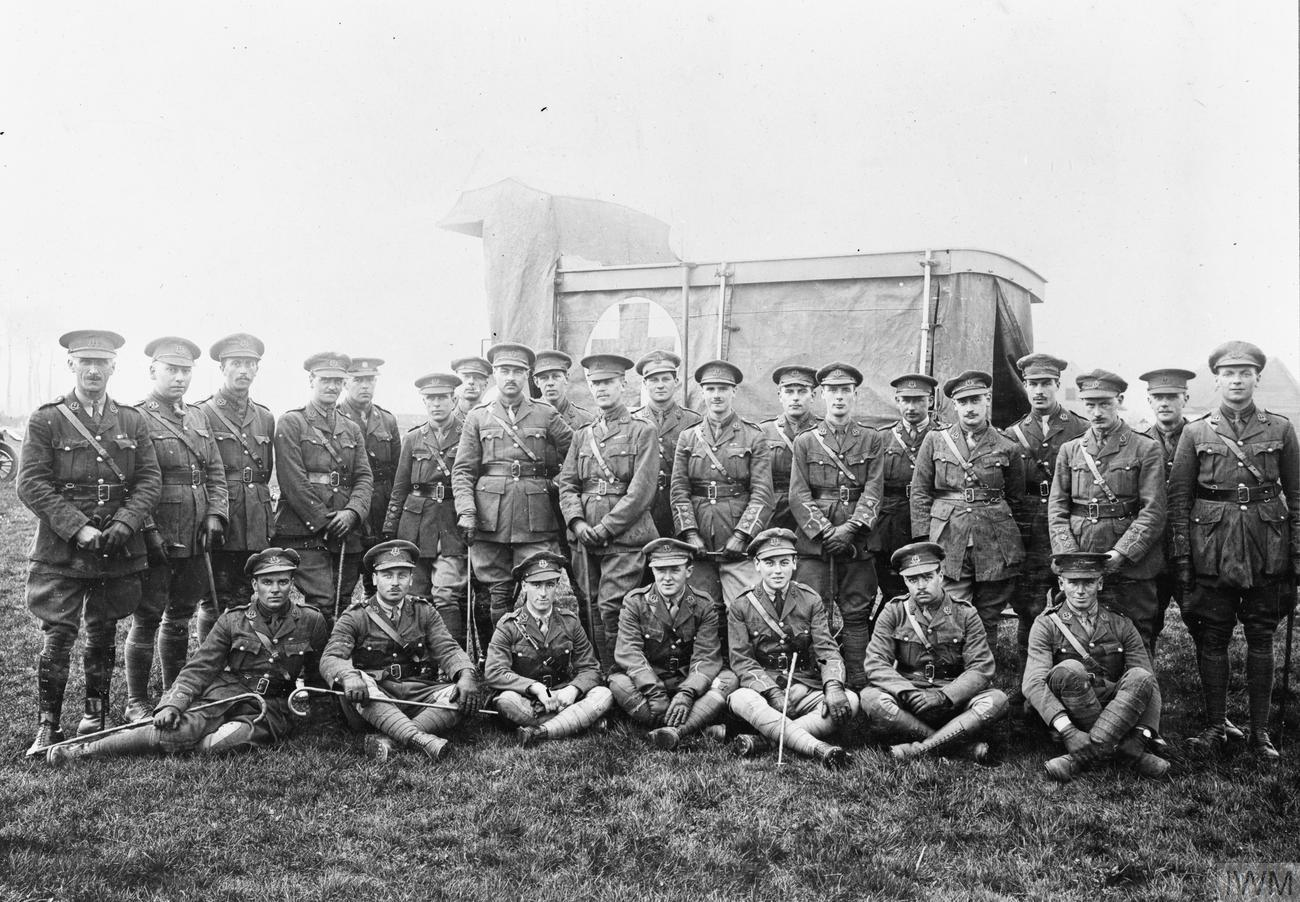
미들섹스 연대 1대대 (제98여단, 제33사단)의 대대장 존 해밀턴 홀 중령 (구급차의 적십자 바로 앞에 서 있음)과 그의 장교들. 1918년 4월 25일 카셀 근처에서 대대가 휴식 중 촬영된 사진.

제2대대는 1914년 11월 제23여단의 일원으로 제8사단 소속으로 르아브르에 상륙하여 서부 전선에서 복무했다.
제3대대는 1915년 1월 제85여단의 일원으로 제28사단 소속으로 르아브르에 상륙하여 서부 전선에서 복무했으며, 1915년 10월 이집트로, 1915년 12월에는 살로니카로 이동했다.
제4대대는 1914년 8월 제8여단의 일원으로 제3사단 소속으로 불로뉴쉬르메르에 상륙하여 서부 전선에서 복무했다. 4대대 병력 약 400명이 그달 말 몽스 전투에서 전사했다.

#### 영토군
제1차 세계 대전이 시작될 때 네 개의 영토군 대대는 전쟁 주둔지로 파견되었다. 즉, 서부 전선에서 복무하기 위해 프랑스로 간 1/7대대와 1/8대대, 그리고 정규군을 대체하기 위해 인도로 간 1/9대대와 1/10대대이다. 1917년 후반, 1/9대대는 제18 인도 사단에 배속되어 1918년 메소포타미아 전역에서 복무했다. 그러나 입대를 희망하는 지원병들이 넘쳐났다. 이들은 영토군 대대에 입대했고, 영국 전쟁부는 이들이 정규군이나 신병 부대 (키치너의 군대)로 전출되기를 원했지만, 대다수는 자신들을 모집한 영토군 대대에 남기를 택했다. 키치너 장군은 영토군에 대해 호의적이지 않았지만, 그와 다른 비평가들은 몽스 전투 이후 영국 원정군과 함께 영토군이 매우 잘 싸우자 침묵했다. 해외로 파견된 1차 대대들이 거의 즉시 증원군을 필요로 할 것이 분명해졌고, 전쟁부는 2차 영토군 대대를 창설하는 것을 허가했으며, 이러한 방식으로 2/7대대와 2/8대대는 서부 국경군에서 복무하기 위해, 2/10대대는 갈리폴리 전역에서 복무하기 위해 창설되었다. 3차 대대인 3/10대대 또한 서부 전선에서 복무하기 위해 르아브르에 상륙했다.

#### 신병 부대
추가적으로 전쟁 중 창설된 "서비스" 대대는 제11대대부터 제34대대, 그리고 제51대대부터 제53대대까지였다. 이 대대들 중 두 개 (제17대대와 제23대대)는 축구 선수들로 구성되어 축구 대대로 알려졌다. 1966년 10월, 연대는 솜 전투 중 용감하게 싸운 제12 (서비스) 대대의 로버트 에드워드 라이더 이등병에게 수여된 빅토리아 십자훈장을 900파운드라는 당시 기록적인 금액으로 매입했다.

#### 노동 부대
1916년 징병제 도입으로 제30대대와 제31대대(공병)가 창설되어 적대적 외국인의 아들인 영국 시민들을 수용했다. 이들은 영국 전쟁 노력을 지원하기 위한 비전투 부대였다. 1917년부터 1918년까지 미들섹스 연대의 8개 독립 중대가 프랑스에서 복무할 노동자들을 제공하기 위해 추가적으로 창설되었다.

### 전간기
1920년대 초반, 제3대대와 제4대대가 해체되면서 두 개의 정규 대대가 남았다. 제7대대와 제8영토군대대는 계속 존재했으며, 제9대대는 대공포 부대로 전환되어 1940년 왕립포병대로 전입하여 제60 (미들섹스) 서치라이트 연대가 되었다. 그리고 제10대대는 왕립 통신대의 부대가 되어 제44 (홈 카운티스) 사단 통신대가 되었다. 1916년, 우체국 소총병대, 공주 루이즈의 켄싱턴 연대, 제19 런던 연대 (세인트 판크라스)는 영토군 런던 연대에서 미들섹스 연대에 배속되었지만, 원래의 명칭과 휘장을 유지했다. 1935년 우체국 소총병대와 제19 런던 연대는 대공포 연대가 되었고, 1937년 켄싱턴 연대는 공식적으로 미들섹스 연대의 영토군 대대가 되었다.

### 제2차 세계 대전

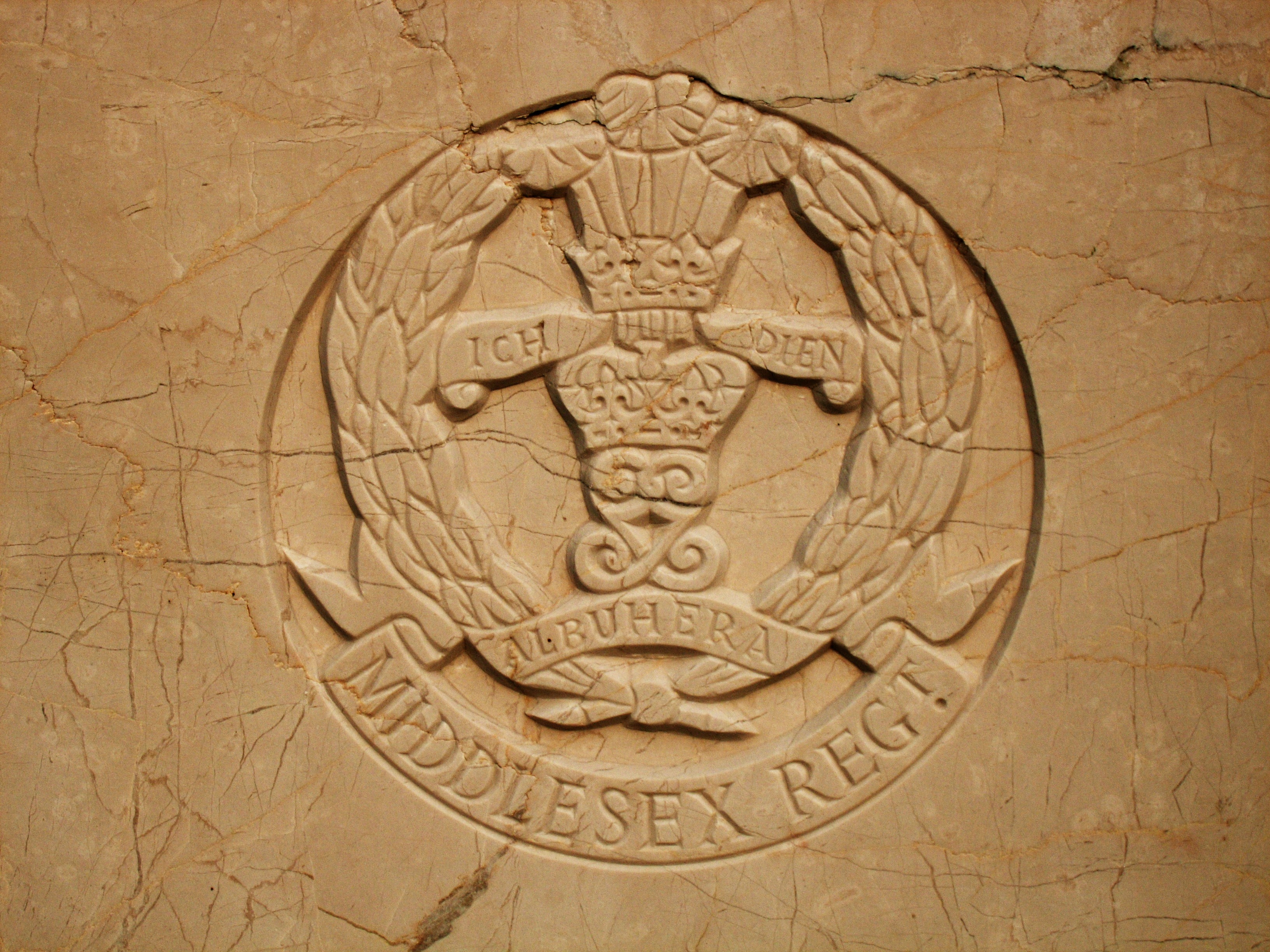
제2차 세계 대전 중 홍콩 스탠리 군사 묘지에 있는 미들섹스 연대의 문장.

1938년 두 영토군 대대는 복제 대대를 창설하여 1/7대대, 2/7대대, 1/8대대, 2/8대대를 구성했다. 제2차 세계 대전 이전에 미들섹스 연대는 다른 4개 보병 연대와 함께 기관총 연대로 전환될 부대 중 하나로 선정되었다. 1/7대대는 제51 (고원) 보병 사단에 소속되었다.

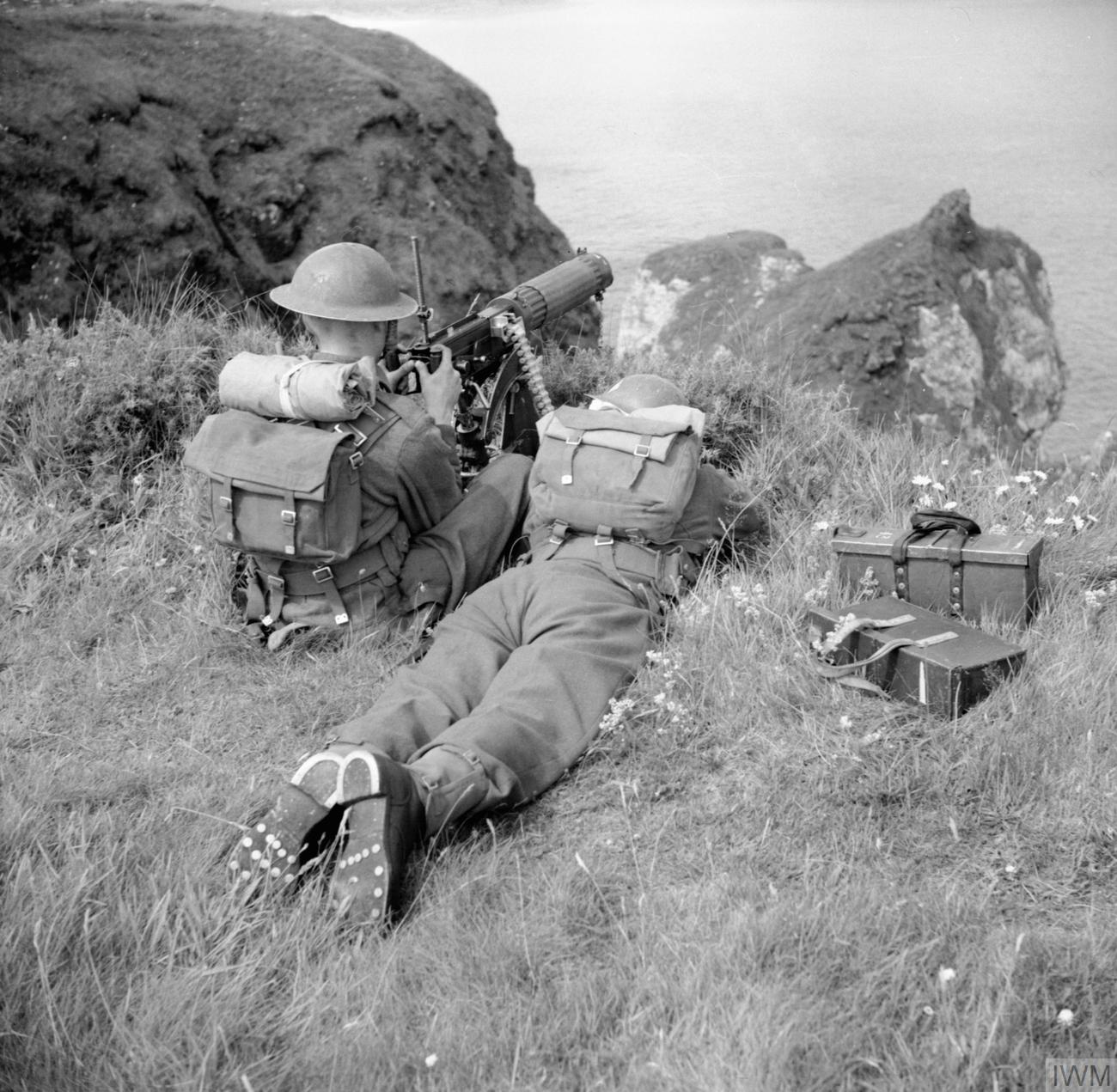
1941년 7월 15일, 북아일랜드 절벽 꼭대기에서 비커스 기관총을 조작하는 미들섹스 연대 2/8대대 비커스 기관총 조원들.

1943년, 1/8대대는 노르망디 전역 중 캉 전투에서 싸운 제43 (웨섹스) 보병사단에 배속된 기관총 대대의 일부로 공식적으로 제8대대가 되었다. 제1대대는 1941년 12월 일본 제국 육군에 항복하기 전 홍콩 전투에서 17일 동안 압도적인 수적 열세 속에서도 버틴 연합군 부대 중 하나였다.

### 전후부터 통합까지
연대는 1948년 단일 정규 대대 (제1대대)와 두 개의 영토군 대대 (제7대대와 제8대대)로 축소되었다. 켄싱턴 연대는 미들섹스 기병대와 통합하여 제31 (대런던) 통신 연대 (V)를 창설했다.
1948년, 제1대대는 잉글랜드 남동부의 다른 연대들의 정규 대대들과 함께 홈 카운티스 여단의 일부가 되었다.
1950년 8월부터 1951년 4월까지 제1대대는 6.25 전쟁에 제27영국 연방 여단의 일원으로 참전했으며, 이는 그곳에 배치된 최초의 영국 부대 중 하나였다.
1961년 영토군이 축소되면서 제7대대와 제8대대, 그리고 제571경대공포병 연대 (제9대대의 후신)가 통합되어 새로운 제5대대가 창설되었다.
1966년 홈 카운티스 여단의 네 개 대대가 통합되어 "대규모 연대"인 퀸즈 연대를 창설했다. 이에 따라 미들섹스 연대 제1대대는 퀸즈 연대 (미들섹스) 제4대대로 재지정되었고, 다른 정규 대대는 퀸즈 로얄 서리 연대, 퀸즈 오운 버프스, 로얄 서섹스 연대에 의해 창설되었다. 1968년 '미들섹스' 접미사가 삭제되었고, 1970년 6월에는 제4대대가 해체되었고, 그 구성원들은 연대의 남은 세 개의 정규 대대로 분산되었다.

## 연대 박물관
이전에 브루스 성에 있던 미들섹스 연대 박물관은 1992년에 폐관되었고 국립 육군 박물관에 흡수되었다.

## 전투 명예
연대의 전투 명예는 다음과 같다.
- 이전 전쟁
  - 마이소르, 남아프리카 1879, 레이디스미스 구원, 남아프리카 1900–02
- 대전
  - 몽스, 르카토, 몽스 후퇴, 마른 1914, 엔 1914 '18, 라 바세 1914, 메시네스 1914 '17 '18, 아르망티에르 1914, 누브샤펠, 이프르 1915 '17 '18, 그라벤스타펠, 생 줄리앙, 프레젠베르크, 벨르바르드, 오베르, 호게 1915, 루스, 솜 1916 '18, 알베르 1916 '18, 바젠틴, 델빌 숲, 푸지에르, 긴시, 플레르-쿠르셀레트, 모르발, 티에프발, 르 트랜슬로이, 앙크르 고지, 앙크르 1916 '18, 바팜 1917 '18, 아라스 1917 '18, 비미 1917, 스카프 1917 '18, 아를뢰, 필켐, 랑게마르크 1917, 메닌 로드, 폴리곤 숲, 브로드신데, 푸엘카펠르, 파스샹달, 캉브레 1917 '18, 생 캉탱, 로지에르, 아브르, 빌레르 브르통뇌, 리스, 에스테르, 아제브루크, 바유, 케멜, 셰르펜베르크, 힌덴부르크 방어선, 노르 운하, 생 캉탱 운하, 쿠르트레, 셀르, 발랑시엔, 삼브르, 프랑스 및 플랑드르 1914–18, 이탈리아 1917-18, 스트루마, 도이란 1918, 마케도니아 1915–18, 수블라, 수블라 상륙, 시미타르 언덕, 갈리폴리 1915, 루마니, 이집트 1915–17, 가자, 예루살렘, 여리고, 요르단, 텔 아수르, 팔레스타인 1917–18, 메소포타미아 1917–18, 무르만 1919, 두호프스카야, 시베리아 1918–19
- 제2차 세계 대전:
  - 딜, 에스코 방어, 이프르-코민 운하, 덩케르크 1940, 노르망디 상륙, 캉브, 브레빌, 오동, 캉, 오르네, 힐 112, 부르게뷔스 능선, 트루아른, 몽 팽송, 팔레즈, 센 1944, 네더라인, 르아브르, 로어 마스, 펜라, 메이젤, 가일렌키르헨, 펜로 포켓, 라인란트, 라이히스발트, 고흐, 라인, 링겐, 브링크룸, 브레멘, 북서 유럽 1940 '44–45, 엘 알라메인, 트리폴리 진격, 마레스, 아카리트, 제벨 루마나, 북아프리카 1942–43, 프랑코폰테, 스페로, 스페로 언덕, 시칠리아 1943, 안치오, 카로체토, 고딕 라인, 몬테 그란데, 이탈리아 1944–45, 홍콩, 동남아시아 1941
- 후기 전쟁
  - 낙동강 교두보, 정주, 청천 II 주암리, 가평천, 가평, 한국 1950–51, 7대대, 8대대, 9대대

## 대령-총사령관
- 1898–1904: 야전원수 조지 윌리엄 프레데릭 찰스 왕자, KG, KT, KP, GCB, GCSI, GCMG, GCIE, GCVO, GBE, VD, TD (총사령관)
- 1921–: 야전원수 에드워드 8세 폐하

## 연대 대령
연대의 대령은 다음과 같다.
케임브리지 공작 소유 (미들섹스 연대)
- 1881 (제1대대): 에드워드 알란 홀디치 경, GCB (이전 제57 보병 연대)
- 1881 (제2대대): 헨리 호프 그레이엄, CB 장군 (이전 제77 보병 연대)
- 1897–1900: 조지 해리 스미스 윌리스 경, GCB 장군
- 1900–1921: 헨리 켄트 중장

미들섹스 연대 (케임브리지 공작 소유) (1921)
- 1921–1932: 이보르 막세 경, KCB, CVO, DSO 장군
- 1932–1942: 로널드 매클레스필드 히스 준장, CMG, DSO
- 1942–1952: 모리스 브라운 대령, MC
- 1952–1959: 제라드 코필드 버크날 중장, CB, MC
- 1959–1965: 존 에드워드 프랜시스 윌로비 경, KBE, CB 소장
- 1965–1966: 크리스토퍼 마크 모리스 맨 소장, CB, OBE, MC
- 1966: 퀸즈 로얄 서리 연대, 퀸즈 오운 버프스, 로얄 켄트 연대, 로얄 서섹스 연대와 통합하여 퀸즈 연대를 창설

## 자유권
연대는 1955년 10월 22일 헨돈의 자유권을 수여받았다.

## 제복
연대의 붉은 외투의 옷깃과 소매 부분은 1755년 제59보병연대 창설 및 2년 후 제57연대로 재편된 이래로 표준 보병 붉은 외투의 노란색으로 지정되었다. 1881년 제77연대와 통합되면서, 이제 케임브리지 공작 소유 (미들섹스 연대)를 구성하는 두 대대는 흰색 옷깃을 채택했다. 우연히도 제77연대도 합병 전까지는 노란색 옷깃을 착용했다. 1902년에는 전체 연대가 1820년까지 제77연대와 관련된 독특한 노란색을 채택했다. 미들섹스 연대 제복의 나머지 특징은 붉은 외투에서 스칼렛 튜닉으로, 그리고 카키색 군복과 전투복으로 이어지는 일반적인 영국 보병 제복의 변화를 따랐다. 끈, 배지, 단추는 금색 또는 청동색이었다.

## 연합
- 뉴질랜드 – 타라나키 연대 (1913-1948)[1]
- 뉴질랜드 – 웰링턴 웨스트 코스트 타라나키 연대 (1948-1966)[39]